# 광정 (서하)
광정(光定)은 서하 신종(西夏 神宗) 이준욱(李遵頊)의 치세에 쓰던 연호이다.

## 연대 대조표
| 광정        | 원년            | 2년             | 3년             | 4년            | 5년            | 6년            | 7년             | 8년             | 9년             | 10년            |
| 서기 (西紀) | 1211년          | 1212년          | 1213년          | 1214년         | 1215년         | 1216년         | 1217년          | 1218년          | 1219년          | 1220년          |
| 간지 (干支) | 신미(辛未)      | 임신(壬申)      | 계유(癸酉)      | 갑술(甲戌)     | 을해(乙亥)     | 병자(丙子)     | 정축(丁丑)      | 무인(戊寅)      | 기묘(己卯)      | 경진(庚辰)      |
| 남송 (南宋) | 가정(嘉定) 4년  | 가정(嘉定) 5년  | 가정(嘉定) 6년  | 가정(嘉定) 7년 | 가정(嘉定) 8년 | 가정(嘉定) 9년 | 가정(嘉定) 10년 | 가정(嘉定) 11년 | 가정(嘉定) 12년 | 가정(嘉定) 13년 |
| 광정        | 11년            | 12년            | 13년            |                |                |                |                 |                 |                 |                 |
| 서기 (西紀) | 1221년          | 1222년          | 1223년          |                |                |                |                 |                 |                 |                 |
| 간지 (干支) | 신사(辛巳)      | 임오(壬午)      | 계미(癸未)      |                |                |                |                 |                 |                 |                 |
| 남송 (南宋) | 가정(嘉定) 14년 | 가정(嘉定) 15년 | 가정(嘉定) 16년 |                |                |                |                 |                 |                 |                 |

## 동시대 연호
| 이전 연호 황건(皇建) | 중국의 연호 서하(西夏) | 다음 연호 건정(乾定) |